# 캣 스튜어트
캣 스튜어트(Kat Stewart, 1972년 12월 30일 ~ )는 오스트레일리아의 배우이다.

## 출연 작품

### 영화
- 리틀 몬스터 (2019)